# Bladedance of Elementalers
Bladedance of Elementalers (精霊使いの剣舞?, Seirei tsukai no Bureido Dansu, lett. "La danza delle lame dell'elementalista degli spiriti") è una serie di light novel scritta da Yū Shimizu e illustrata da Hanpen Sakura (volumi 1-13), Yūji Nimura (volumi 14-16) e Kohada Shimesada (volumi 17-20), pubblicata da Media Factory sotto l'etichetta MF Bunko J dal 24 dicembre 2010 al 25 marzo 2019. Un primo adattamento manga disegnato da Zenzai Yoshihira è stato serializzato dal 27 giugno 2011 sulla rivista Monthly Comic Alive di Media Factory, ma è stato in seguito interrotto il 27 gennaio 2012. Un secondo adattamento manga disegnato da Hyōju Issei è stato serializzato dal 27 giugno 2012 al 27 gennaio 2017 sulla medesima rivista del precedente e raccolto in 6 volumi tankōbon. Un adattamento anime prodotto da TNK è stato trasmesso in Giappone dal 14 luglio al 29 settembre 2014.

## Trama
La storia è ambientata in un mondo in cui esistono gli spiriti e solo le sacerdotesse pure hanno il privilegio di stipulare dei contratti con tali creature. Queste sacerdotesse provengono da famiglie nobili e si riuniscono all'Accademia dello Spirito di Areisha, una scuola specializzata dove vengono addestrate per diventare elementaliste.
Un giorno, un ragazzo adolescente di nome Kamito Kazehaya riceve l'invito dalla direttrice dell'accademia, Greyworth Ciel Mais, di venire presso il suo istituto, ma si perde nella foresta degli spiriti e si imbatte in una ragazza di nome Claire Rouge che si sta purificando all'interno di un lago. Lei, scambiandolo per un guardone, lo attacca con la sua arma elementale, ma nel sferrare alcune sue mosse finisce per colpire un grosso albero, che inizia a caderle addosso, ma Kamito la salva. Chiarito l'equivoco, Kamito accetta di accompagnare Claire presso un santuario dove è custodito lo spirito di una sacra spada con cui intende stipulare un contratto per diventare più forte. Claire tenta di legarsi allo spirito, ma fallisce facendolo impazzire; così Kamito, per salvare la vita della ragazza, forma un contratto con lo spirito della spada, trasformandolo nell'unico elementalista maschio al mondo e il secondo elementalista maschio in 1000 anni. Ignorando il fatto che lui le abbia salvato la vita, Claire lo accusa di averle rubato il suo spirito e insiste affinché lui espii il suo "peccato" diventando il suo "spirito contraente".

## Personaggi

### Team Scarlet
Kamito Kazehaya (カゼハヤ・カミト?, Kazehaya Kamito)
Doppiato da: Makoto Furukawa

Da sinistra: Ellis, Est, Kamito, Claire, Fianna, Rinslet e Carol nell'anime

L'unico elementalista maschio noto al mondo. Forma un contratto incompleto con lo spirito sigillato nella spada, Est, mentre è alla ricerca dell'Accademia dello Spirito di Areisha.
Prima di essere convocato all'accademia da parte della direttrice, è stato cresciuto come assassino d'élite dalla Scuola Istituzionale dove è stato condizionato a diventare un soggetto privo di emozioni per renderlo a tutti gli effetti uno strumento facile da controllare e usare a piacimento. La sua vita è cambiata dopo che ha incontrato lo spirito Restia, che gli ha insegnato com'è il mondo fuori dalla scuola e ciò gli ha permesso di provare nuovamente emozioni umane. La Scuola Istituzionale venne attaccata e distrutta da uno spirito del fuoco dilagante che gli permise di fuggire insieme al manufatto sigillato, uno speciale anello appartenuto al primo "Signore dei demoni", imprigionando Restia. In seguito incontra Greyworth che cambia ulteriormente il suo modo di vivere.
Tre anni prima dell'inizio della serie, Kamito aveva partecipato alla Blade Dance sotto il nome di Ren Ashbell (レン・アッシュベル?, Ren Asshuberu) riuscendo a vincere il titolo di Blade Dancer più forte. Al tempo della competizione portava i capelli lunghi e indossava un vestito femminile proveniente da quella che si crede fosse la sua terra natia come travestimento. Dato che Ren Ashbell viene considerata un modello da seguire per molte sacerdotesse dell'accademia, Kamito cerca di evitare di far uso delle sue tecniche più conosciute per impedire di svelare che l'idolo preferito di tutti è in realtà un ragazzo, spesso però senza successo. Tuttavia i suoi tentativi di nascondere la verità sono aiutati dal fatto che, proprio come Ren, brandiva Restia (una spada nera) con la mano sinistra (ora coperta da un guanto), mentre adesso impugna Est (una spada bianca) con la mano destra.
La vita di Kamito all'accademia è piuttosto problematica per via dei sentimenti che provano le ragazze nei suoi confronti, a cui si uniscono voci di corridoio e pensieri sbagliati estremamente esagerati nei suoi confronti. Il risultato di questi frequenti fraintendimenti portano Kamito a diventare noto come il "Signore dei demoni della notte" e talvolta anche della luce del giorno e di mezzogiorno. Ironicamente, se Kamito avesse fatto anche solo una delle cose perverse di cui si dice in giro, né lui né le ragazze che ha "sporcato" sarebbero abbastanza puri da usare i loro spiriti contraenti. Nonostante le incongruenze, le voci sul suo conto vengono considerate vere da numerose agenzie di intelligence tra cui il Ducato di Dracunia, che prima voleva castrarlo per proteggere sacerdotesse innocenti, ma poi cambiò idea per farle sedurre da quest'ultimo, con la speranza che i figli risultanti avrebbero ereditato le sue capacità.
Claire Rouge (クレア・ルージュ?, Kurea Rūju)
Doppiata da: Ibuki Kido
Claire è la figlia minore del duca Elstein. Ha ereditato i capelli e gli occhi rosso fuoco di Elstein, nonché l'attitudine familiare per la magia del fuoco. Gli Elstein erano grandi nobili che avevano servito la famiglia reale per generazioni sin dalla fondazione dell'Impero di Ordesia. Quattro anni prima dell'inizio della storia, sua sorella maggiore, Rubia, la regina al servizio del Signore Elementale del Fuoco, rapì lo spirito della fiamma più potente, Laevateinn, e scomparve nel nulla. Indignato da questo tradimento, il Signore Elementale del Fuoco bruciò parti dell'Impero e non permise che esistessero altri fuochi oltre a quelli degli Spiriti della Fiamma all'interno dell'Impero. La Blade Dance di Ren Ashbell tenutasi l'anno successivo placò l'ira del Signore del Fuoco a tal punto che questi smise di dare fuoco all'Impero. Come risultato di quell'incidente, il ducato e la fortuna degli Elstein furono sequestrati e il duca e sua moglie furono portati nella prigione di Balsas. Sebbene Claire non sia stata arrestata, la famiglia imperiale ha chiesto di restituirgli Scarlet, il suo spirito elementale. Tuttavia Greyworth intercedette in suo favore, dicendo che Claire sarebbe diventata un'eccellente elementalista nella sua accademia.
Dopo che Claire ha accettato l'offerta di Greyworth di venire all'accademia, ha abbandonato il nome della famiglia Elstein e ha iniziato a frequentare l'Accademia dello Spirito di Areisha sotto lo pseudonimo di Claire Rouge. Inizialmente era una bambina dal carattere mite e timido, ma con il tempo è diventata più forte con lo scopo di vincere la Blade Dance e scoprire le ragioni che si celano dietro le azioni di sua sorella. Essendo stata ostracizzata come sorella della "Regina delle calamità", ha poca fiducia nel prossimo tranne che in Scarlet. Claire ha studiato intensamente per diventare una delle migliori studentesse della scuola e un'abile stratega.
Sebbene tratti Kamito come il suo "spirito contraente" come punizione per aver stipulato un contratto con Est al posto suo, sembra apprezzare i libri in cui si narra di un personaggio maschile che schiavizza la protagonista femminile e sogna persino di essere la schiava di Kamito. Come molte altre sacerdotesse, è stata ispirata dalla Blade Dance di Ren Ashbell vista tre anni prima. Sospetta che Kamito sia Ren Ashbell dato che quest'ultimo quando combatte fa uso delle stesse tecniche di Ren e inoltre lo ha visto travestirsi durante l'attuale Blade Dance. Il simbolo del suo contratto con Scarlet è sul dorso della sua mano destra e sembra una massa di fiamme vorticose bianco/rosse.
Ellis Fahrengart (エリス・ファーレンガルト?, Erisu Fārengaruto)
Doppiata da: Shizuka Ishigami
Una figlia del duca Fahrengart che è il capo della famiglia militante Fahrengart. Ha stipulato un contratto con Simurgh, uno spirito del vento che ha la sembianze di un grande falco con un Waffe, un'arma elementale, a forma di lancia. Sui padre, il duca, desidera che Ellis si sposi con Kamito e cresca dei figli; inoltre Ellis ha una sorella adottiva di due anni più grande di lei, Velsaria Eva Fahrengart.
Ellis è il capitano di Silfide, un gruppo di studentesse che aiutano a proteggere l'accademia, a far rispettare la disciplina e la morale, a gestire gli spiriti selvaggi e le porte astrali recentemente aperte nella foresta. Sebbene inizialmente si opponga con veemenza alla presenza di Kamito all'accademia in quanto l'altro elementalista maschio conosciuto era il Signore dei demoni, gradualmente si affeziona a quest'ultimo e si innamora di lui. Ellis ha una personalità severa e decisa, ma ha il cuore di una fanciulla innocente e capita talvolta che le sue amiche intime e compagne di Silfide se ne approfittino, tanto che una volta è stata indotta a credere che un abito osé fosse la nuova uniforme. Non è noto se abbia un desiderio particolare per partecipare alla Blade Dance, anche se potrebbe aver deciso di prendervi parte per salvare sua sorella Velsaria e per portare onore alla sua famiglia e al suo paese.
Dopo aver visto Kamito combattere numerose volte, diventa sospettosa nei suoi confronti in quanto il suo stile di combattimento è molto simile a quello di Ren Ashbell, ma viene ingannata da un articolo che elenca le "preferenze" credute di Ashbell che sono diverse dalle sue per via del fatto che al tempo Kamito dava risposte vaghe, con dei semplici sì e no, celando la sua identità. Nel volume 13 ottiene un grande incremento del suo potere divino e delle sue capacità di recupero dopo aver baciato Kamito sulle labbra. Il potenziamento è stato abbastanza potente al punto da curare le ferite che avrebbero richiesto diversi giorni di riposo in uno solo e ingrandire Sigmurgh a sufficienza per consentirgli di trasportare due persone invece di una soltanto. Il simbolo del suo contratto è sul dorso della mano destra e ricorda un tornado di colore bianco/verde visto dall'alto.
Rinslet Laurenfrost (リンスレット・ローレンフロスト?, Rinsuretto Rōrenfurosuto)
Doppiata da: Kana Yūki
È una delle figlie della famiglia Laurenfrost. Sebbene fosse una famiglia importante, era leggermente inferiore a quella degli Elstein prima della loro caduta. La personalità di Rinslet è quella di un'esibizionista che gode di stare sotto i riflettori quando può, ma non a scapito di compiere il proprio dovere. Nonostante ciò è una ragazza timida che nasconde la sua preoccupazione per il prossimo e, a differenza di molti, non ha mai trattato Claire diversamente nel periodo in cui erano amiche di Rubia e questa stava per diventare la Regina delle Calamità. È stata scelta dallo spirito guardiano dei Laurenfrost, Fenrir, come suo contraente. Grazie a quest'ultimo è molto esperta nella magia del ghiaccio e si rivela un abile cecchino con il suo Waffe a forma di arco. Come le altre ragazze ha il cuore di una fanciulla innocente che si innamora profondamente di Kamito e proprio come le sue coetanee non si fa scrupoli a colpirlo con la sua magia se lo sorprende in una situazione imbarazzante con un'altra ragazza. È un'esperta nelle faccende domestiche al contrario della sua cameriera Carol, che invece è completamente negata anche se sa rivelarsi carina e talvolta prende in giro Rinslet quando non è onesta con sé stessa riguardo ai suoi sentimenti per Kamito.
Rinslet partecipa alla Blade Dance con il desiderio che il Signore dell'Acqua perdoni sua sorella Judia e spezzi l'eterna maledizione del ghiaccio lanciata su di lei per quello che si credere fosse un errore durante una danza kagura dedicata al Signore dell'Acqua. Similmente ad Ellis, ottiene un potenziamento del suo potere dopo aver baciato Kamito nel volume 13. La sua posizione nella squadra è quella di cecchino/supporto poiché i suoi attacchi ad arco e di magia del ghiaccio sono più adatti per battaglie a medio/lungo raggio mentre si rivelano estremamente svantaggiosi a distanza ravvicinata. Il simbolo del suo contratto si trova sul dorso della mano destra e ricorda un fiocco di neve dettagliato di colore bianco/blu e con due lati tagliati dal bordo del simbolo. Mentre cerca di salvare uno spirito dopo la Blade Dance, ottiene un altro simbolo del contratto sul dorso della mano sinistra che assomiglia ad una rosa di ghiaccio color bianco/blu.
Fianna Ray Ordesia (フィアナ・レイ・オルデシア?, Fiana Rei Orudeshia)
Doppiata da: Saori Ōnishi
È la seconda principessa dell'Impero di Ordesia e la contraente prescelta dallo spirito guardiano della famiglia, Georgios. Nel corso della storia viene rivelato che usa gli assorbenti e la pietra del sangue di famiglia che aveva rubato precedentemente per sembrare più matura agli occhi altrui. Fianna ha una personalità scherzosa con un senso dell'umorismo osé che le è valso il soprannome di "principessa perversa". È a conoscenza del fatto che Kamito sia Ren Ashbell in quanto questi l'aveva salvata da uno spirito malvagio mentre brandiva Restia tre anni prima. In tale occasione gli chiese il suo vero nome e gli ha promesso che lo avrebbe incontrato di nuovo in futuro. Quando si iscrive all'accademia, Greyworth chiede alla squadra di Kamito di agire come guardia del corpo di Fianna, anche se inizialmente Kamito non la riconosce a causa della magia di Restia e di un trauma che gli hanno offuscato i suoi ricordi in quella circostanza.
Fianna è cresciuta come una potenziale sacerdotessa candidata a regina ed è stata addestrata in isolamento, ma non è riuscita ad evocare Georgios da quando Rubia ha usato il suo Levateinn appena rubato per eliminare Georgios in un colpo solo. Di conseguenza fu ostracizzata come la "Regina perduta", finendo per essere ripudiata e trattata duramente non solo dalla sua famiglia, ma anche dai domestici e da altri nobili. Ha un fratello maggiore di due anni, Arneus Ray Ordesia, che Fianna considera crudele e inadatto a essere il prossimo imperatore in quanto chi lo incoronerà potrà ottenere tutto ciò che desidera e ciò potrebbe portare a degli squilibri. Come molte altre ragazze della sua generazione, vedere la Blade Dance di Ren Ashbell tre anni prima le ha dato la forza necessaria per andare avanti. Greyworth e alcuni insegnanti sono consapevoli che ha "imbrogliato" durante il suo esame di ammissione utilizzando delle pietre lampo (pietre magiche contenenti uno spirito che chiunque può usare, ma sono costose e monouso) e che non è in grado di agire come elementalista, ma la preside le ha permesso di iscriversi comunque, sperando che potesse riacquisire le sue capacità.
Fianna si unisce al Team Scarlet e, grazie all'aiuto di Kamito e delle altre ragazze, riesce a evocare nuovamente Georgios. Partecipa alla Blade Dance con lo scopo di riottenere le sue abilità di elementalista. Data la sua mancanza di addestramento al combattimento, non è in grado di fronteggiare i suoi avversari in scontri diretti e si può limitare ad evocare e inviare Georgios al posto suo. Dopo aver imparato come evocare un waffe, diventa in grado di lanciare l'incantesimo noto come "Salva la regina" che stabilisce un'area sicura attorno al punto in cui il waffe è stato conficcato nel terreno e protegge coloro che si trovano all'interno dagli attacchi nemici, oltre a curare le ferite e ripristinare il potere divino attraverso l'attributo sacro. Agisce come guaritrice della squadra, ma deve essere in contatto ravvicinato con Kamito per curarlo per via della sua resistenza alla magia sacra. Sebbene abbia a cuore gli amici che non l'hanno abbandonata, desidera rimanere con il Team Scarlet poiché questi ultimi l'hanno pienamente accettata, anche dopo aver scoperto che inizialmente fingeva di essere un'elementalista, in particolar modo perché è molto innamorata di Kamito. Il suo simbolo del contratto è di colore bianco/oro e si trova appena sopra la scollatura.

### Spiriti
Terminus Est (テルミヌス・エスト?, Teruminusu Esuto)
Doppiato da: Ai Kakuma
Est è il secondo spirito contraente di Kamito. Dato il suo senso di colpa per aver stipulato un altro contratto spirituale e il suo rifiuto di abbandonare Restia, il loro contratto è stato completato solo in parte, quindi Est può manifestare solo il 10% del suo potere effettivo. Pertanto, a differenza degli altri spiriti, non può tornare all'Astrale Zero per ricaricarsi e quindi trascorre molto tempo dormendo sotto forma di spada per recuperare le forze. Ciò significa anche che Kamito non può evocarla tramite il sigillo dello spirito sulla mano poiché l'evocazione funziona solo se lo spirito è nell'Astrale Zero. Ha lunghi capelli bianchi, occhi azzurri e in forma umana sembra avere circa 12-13 anni. Di solito è stoica, dato che parla a bassa voce in tono monocorde, ma le piace essere lodata e avere Kamito che le fa una carezza sulla testa. Est è particolarmente gelosa di Restia. Nel tentativo di "accontentare" Kamito, ha letto alcuni dei libri vietati ai minori di Claire e indossa vestiti insoliti della collezione di Fianna per augurargli il buongiorno. Per qualche motivo Est non si fa problemi ad apparire nuda in determinate circostanze, ma non sopporta di rimanere a gambe scoperte, tanto che solitamente indossa le calze che le arrivano fino alle ginocchia.
In passato era legata ad Areishia Idriss, la Regina Sacra che sconfisse il Signore dei demoni, ma la sua abilità unica che spezza le maledizioni finisce per diventare una maledizione a sua volta, infatto quando si attiva trasforma chi la impugna in uno spirito di cristallo; ciò è dovuto al fatto che non è una vera spada sacra, ma bensì una spada demoniaca. Dopo anni di combattimenti quotidiani, la maledizione si è spezzata ed Est ha visto Areishia trasformarsi in cristallo proprio di fronte a lei. Successivamente ha deciso di sigillarsi nell'armeria del Signore dei demoni, rifiutandosi di stipulare ulteriori contratti con chiunque altro per scongiurare che potesse ripetersi la stessa tragedia. Dopo aver recuperato i suoi ricordi, tenta di sigillarsi nuovamente per evitare di maledire involontariamente Kamito, ma il ragazzo accetta la sua maledizione e il suo destino, conscio del fatto che un giorno lo porterà alla sua stessa distruzione.
Restia Ashdoll (レスティア・アッシュドール?, Resutia Asshudōru)
Doppiata da: Yōko Hikasa
Il primo spirito contraente di Kamito. Inizialmente fu sigillata nell'anello di Sulaimon e insegnò tutto ciò che sapeva a Kamito, comprese le informazioni riguardanti il mondo fuori dalla Scuola Istituzionale, facendogli provare emozioni umane e formando un contratto spirituale con lui senza il suo permesso. Dopo che la Scuola Istituzione fu distrutta, Kamito prese l'anello e cercò un modo per liberarla, portandolo infine de Greyworth che si interessò a lui e lo aiutò a liberarla dall'oggetto. Successivamente lei e Kamito presero parte alla Blade Dance diventando la Blade Dancer più forte ed esprimendo un desiderio proibito che la corruppe e la fece scomparire nel nulla. Successivamente viene rivelato che era uno dei 72 pilastri del primo Signore dei demoni e che il suo compito è trovare, selezionare e crescere un potenziale candidato come prossimo Signore dei demoni se ritiene che quella persona sia degna di ereditarne il titolo. Kamito è il primo potenziale candidato con cui è venuta in contatto che non è stato sopraffatto dal potere del Signore dei demoni dentro di lui. La sua personalità è quella di una giovane donna dispettosa e premurosa appassionata di scherzi, ma che può essere mortalmente seria quando la situazione lo richiede. Come Est, si preoccupa profondamente per Kamito ed è gelosa del fatto che Est sia a sua volta lo spirito contraente di Kamito.
Il suo waffe elementale è la spada che trafigge la verità chiamata Vorpal, che ha l'aspetto di uno spadone nero con il bordo rosso. Il suo potere speciale è quello di rilasciare potenti fulmini neri/viola che distruggono quasi tutto ciò che tocca. In forma umana può scomparire nell'ombra e sparare tutte le piume dalle sue ali come dardi, anche se l'uso di queste ultime le impedisce di volare finché le sue ali non si riprendono del tutto. Per assicurarsi che non diventasse la "nemica del mondo", Restia chiese a Kamito di ucciderla nel caso fosse diventata un'altra persona. Il cerchio del contratto di Restia non viene mai descritto, ma si trova sulla mano sinistra di Kamito che solitamente copre con un guanto di pelle.
Scarlet (スカーレット?, Sukāretto)/Ortlinde (オルトリンデ?, Orutorinde)
Doppiata da: Ibuki Kido
Scarlet è lo spirito contraente femminile di Claire che è stato tramandato alla famiglia Elstein e ha stipulato contratti solo con persone scelte da lei. Scarlet assume solitamente la forma di un gatto domestico rosso fiammeggiante, mentre quando è in forma di waffe quella di una frusta con attributi di fuoco. Successivamente viene rivelato che Scarlet è in realtà un potente spirito del fuoco in grado di assumere sembianze umane, ma che il suo vero nome, Ortlinde, è stato dimenticato. Ortlinde, conosciuta anche come Valchiria Scarlatta, appare come una giovane gatta ricoperta di fiamme che brandisce una falce fiammeggiante ed è in grado di evocare palle infuocate che sono immensamente più potenti di quelle di Claire. Per via del suo isolamento come sorella minore di Rubia, Claire ha sviluppato l'abitudine a tenere Scarlet vicino a sé come compagnia. Scarlet è affezionata a Kamito perché le dà da mangiare e Ortlinde lo considera il maestro della sua padrona per via dei sogni di Claire che lo coinvolgono.
Fenrir (フェンリル?, Fenriru)
Fenrir è uno spirito con attributo ghiaccio che ha stipulato un contratto con Rinslet Laurenfrost; assume la forma di un lupo bianco/argento con gli occhi azzurri. Fenrir è abbastanza grande da poter essere cavalcato da Rinslet. La sua forma di waffe è quella di un arco argentato che scocca frecce di ghiaccio. Oltre alla magia del ghiaccio, Fenrir può anche "risucchiare" oggetti trasportati in una sorta di dimensione tascabile che possono essere "sputati" in seguito a seconda degli oggetti desiderati.
Simurgh (シムルグ?, Shimurugu)
Simurgh è lo spirito del vento che ha stipulato un contratto con Ellis; assume la forma di un grande falco e nella sua forma di waffe, quella di una lancia. Essendo uno spirito del vento, Simurgh è in grado di agire in modo indipendente a distanze maggiori rispetto ad altri spiriti contraenti.
Georgios (ゲオルギウス?, Georugiusu)
Georgios è lo spirito divino che ha stipulato un contratto con Fianne; assume la forma di un cavaliere splendente con un'armatura che brandisce una spada e uno scudo. La forma a waffe invece è quella di uno stocco cerimoniale. Come spirito divino ha un'estrema resistenza e può infliggere gravi danni agli spiriti dell'oscurità. Georgios fu sopraffatto da Rubia quando Fianna cercò di fermare il tradimento di quest'ultima, perciò Fianna non fu più in grado di evocarlo finché tre anni dopo non riuscì a recuperare la forza interiore di cui aveva bisogno grazie a Kamito. A differenza di Claire e Rinslet, Fianna non evoca Georgios per compagnia, ma solo quando è necessario.

### Impero di Ordesia

#### Accademia dello Spirito di Areisha
Greyworth Ciel Mais (グレイワース・シェルマイス?, Gureiwāsu Sherumaisu)
Doppiata da: Mai Nakahara
Greyworth è la preside e direttrice dell'Accademia dello Spirito di Areisha ed ex membro dei Numbers dell'Impero di Ordesia, un'organizzazione di élite. È anche conosciuta come la "strega del crepuscolo". Ha l'aspetto di una bellissima donna sui vent'anni con i capelli biondo cenere e occhi grigi. Ha vinto la Blade Dance 24 anni prima dell'inizio della storia con il suo spirito demoniaco Void. Desiderava l'immortalità e la giovinezza. Ha incontrato Kamito subito dopo la fuga di quest'ultimo dalla distruzione della Scuola Istituzionale quando è stato incaricato di ucciderla. In seguito lo accolse e lo addestrò nelle tecniche della spada che gli permisero di vincere la Blade Dance l'anno successivo. Nel presente, convoca Kamito all'Accademia dello Spirito di Areisha dove lo iscrive e lo costringe a partecipare all'attuale Blade Dance.
Freya Grandol (フレイヤ・グランドル?, Fureiya Gurandoru)
Doppiata da: Yumi Kakazu
Freya è un'insegnante dell'Accademia dello Spirito di Areisha. È la docente della classe Raven e un'elementalista dello spirito ombra. È anche la direttrice della Porta Astrale dell'Accademia. Sembra avere circa venticinque anni e ha lunghi capelli neri. Usa la sua capacità di viaggiare tra le ombre per raccogliere informazioni per Greyworth. Come membro della Agenzia per la Ricerca sugli Spiriti, Freya ha viaggiato e svolto ricerche sul campo in tutto il continente.

### Scuola Istituzionale
La Scuola Istituzionale era un'accademia segreta gestita da persone potenti, ma sconosciute dell'Impero con il preciso scopo di addestrare i bambini a diventare assassini privi di emozioni. I bambini cresciuti presso la Scuola Istituzionale erano solitamente orfani, abbandonati per vari motivi o rapiti. La scuola fu distrutta da uno spirito del fuoco estremamente potente e i bambini che non furono uccisi o che non fuggirono da soli furono affidati alle cure dell'Impero di Ordesia.
Muir Alenstarl (ミュア・アレンスタール?, Myua Arensutāru)
Muir è stata la seconda assassina più potente della Scuola Istituzionale dopo Kamito. È nata in un piccolo villaggio al confine dell'Impero. Anche se non era di sangue nobile, si scoprì che possedeva la capacità di stringere contratti con gli spiriti e per questo era molto apprezzata. Nel giorno del suo quarto compleanno fu presentata allo spirito guardiano del villaggio nella speranza che stringesse un contratto con esso e permettesse così al villaggio di prosperare. Sconosciuta agli abitanti del villaggio, l'abilità di Muir poteva solo far impazzire gli spiriti che incontrava. Di conseguenza, lo spirito guardiano impazzì e distrusse il villaggio e sé stesso. Denigrata, Muir fu abbandonata e raccolta dalla Scuola Istituzionale, dove le furono insegnate solo tecniche di macellazione, dato il Sigillo dell'Armamento Maledetto chiamato "Vizio del Giullare", che le permise una certa misura di controllo sugli spiriti che incontrò in seguito, e divenne nota come un mostro. Ha una personalità infantile e le piace fare le cose secondo il suo capriccio, senza riguardo per nessun altro. Poiché è nata con un potere che il mondo rifiuta, ha scelto di rifiutare il mondo a sua volta ed è spietata contro coloro che si oppongono alla sua volontà ad eccezione di Kamito, a cui si riferisce come fratellone. Muir sembra ossessionata da Kamito in quanto ha cercato di fare amicizia con lui quando è arrivata alla Scuola Istituzionale, ma quando questi ha rifiutato la sua amicizia si è offerto di pensare a lei come una sorella minore.
Lily Flame (リリィ・フレイム?, Riryi Fureimu)
Lily è un'assassina Elfim con capelli verde giada, occhi rossi e orecchie a punta. È stata classificata come la sesta assassina più forte alla Scuola Istituzionale e ha lavorato a stretto contatto con Muir e Kamito, dove era responsabile della raccolta informazioni. Ha stretto un contratto con Titania, uno spirito vegetale con molti diversi tipi di veleni e sostanze chimiche per logorare i suoi avversari quando questi venivano toccati dalle sue spine. Dopo la distruzione della Scuola Istituzionale, Lily incontrò Rubia Elstein e le giurò fedeltà perché questa apprezzava le sue capacità e la trattava come una persona degna di rispetto piuttosto che uno strumento usa e getta. Due anni dopo, si riunì con Muir e in seguito divenne un membro del Team Inferno.
Jio Inzagi (ジオ・インザーギ?, Jio Inzāgi)
Doppiato da: Yoshitsugu Matsuoka
Jio era un orfano cresciuto alla Scuola Istituzionale. Ha capelli rossicci simili all'acciaio (neri nella light novel), gli occhi rossi e la pelle scura. Sebbene avesse seguito lo stesso addestramento di Kamito, le sue capacità erano inferiori, tanto che fu surclassato sia da Muir sia da Kamito, e non aveva la capacità di comunicare e stipulare un contratto con gli spiriti. Jio ha una personalità altezzosa e arrogante che considera gli spiriti come strumenti usa e getta. Mantiene le sue promesse o la sua parola solo quando ne ha voglia, ed è pronto a infrangerle e ad abbandonare chiunque alla prima occasione, dicendo che non è colpa sua se gli altri sono stati così sciocchi a fidarsi di lui.
Dopo la distruzione della Scuola Istituzionale si scoprì che Jio aveva la capacità di mantenere numerosi sigilli spirituali all'interno del suo corpo, sotto forma di tatuaggi, e di comandarli attraverso l'uso di una pietra di sangue (la maggior parte delle persone avrebbe problemi a gestire pochi sigilli in quanto rischierebbe di essere prosciugata dal loro potere). È estremamente geloso della posizione di Kamito come prossimo Signore dei demoni e cerca di sconfiggerlo usando vari trucchi per far sembrare che lo stia facendo con il potere del Signore dei demoni per dimostrare che "lui" è il legittimo successore e non l'imitazione a buon mercato che è in realtà. Dopo la sua sconfitta, Jio viene portato alla prigione di Balsas.

### Casa Laurenfrost
Judia Laurenfrost (ユーディア・ローレンフロスト?, Yūdia Rōrenfurosuto)
È la seconda figlia di Gryus Laurenfrost nonché sorella minore di Rinslet. Ha preso il posto di quest'ultima per eseguire una danza in onore del Signore Elementale dell'Acqua, Iseria Seaward, ma ha commesso un errore finendo per essere imprigionata nel ghiaccio in eterno come punizione. Nessun utilizzatore dello Spirito dell'Acqua è stato in grado di sciogliere il ghiaccio e nessuna offerta è stata sufficiente per perdonare Judia. Sentendosi in colpa per aver lasciato che Judia prendesse il suo posto nella danza, Rinslet desidera vincere la Blade Dance per chiedere che Judia venga perdonata e liberata.
In seguito si scopre che Judia non ha commesso nessun errore, ma bensì durante la sua danza l'oscurità che ha fatto impazzire i Signori Elementali l'ha notata e ha usato il rituale per inviare una parte di sé stessa dentro di lei per controllarla. Incapace di impedirgli di corrompere Judia, Iseria la congelò per impedire di evocare il resto dell'oscurità nel mondo umano. Tuttavia Kamito è in grado di usare Est per liberare Judia dall'oscurità, ma non è noto quali danni al suo corpo e alla sua mente potrebbe averle causato dato che nel tredicesimo volume della light novel viene vista priva di sensi mentre si sta riposando a letto.
Mirelle Laurenfrost (ミレーユ・ローレンフロスト?, Mirēyu Rōrenfurosuto)
La sorella minore di Rinslet. Assomiglia molto a quest'ultima da bambina, ma non ha ancora mostrato alcun segno di formazione per quanto concerne i contratti con gli spiriti.
Carol Nastassha (キャロル・ナスターシャ?, Kyaroru Nasutāsha)
Doppiata da: Manami Tanaka
È la cameriera personale di Rinslet Laurenfrost. Sebbene sia piuttosto inutile come domestica, capisce molto bene la sua padroncina ed è sempre pronta a supportarla nel momento del bisogno. In presenza di Kamito, Carol tende spesso a cercare di trasmettere i veri sentimenti di Rinslet nei suoi confronti quando quest'ultima non è onesta con sé stessa, inoltre è abile nel convincerla a prendersi cura di lei e a svolgere le sue mansioni al posto suo. Sebbene non mostri alcuna utilità o abilità come cameriera, la famiglia Laurenfrost sembra comunque accettarla in quanto il loro unico criterio fondamentale per ricoprire l'incarico in questione è quello di essere carina.

## Media

### Light novel
La serie di light novel è stata scritta da Yū Shimizu e illustrata da Hanpen Sakura (volumi 1-13), Yūji Nimura (volumi 14-16) e Kohada Shimesada (volumi 17-20). L'8 maggio 2015 il sito web ufficiale di MF Bunko J ha comunicato che a causa di problemi di salute dell'illustratore, Hanpen Sakura sarebbe stato sostituito da Yūji Nimura per i volumi successivi, finendo per illustrare quelli che vanno dal quattordicesimo al sedicesimo. Il 24 novembre 2017 MF Bunko J ha comunicato un altro cambio di illustratore per via di alcune circostanze personali di Nimura, il quale è stato sostituito da Kohada Shimesada pei i numeri che vanno dal diciassettesimo al ventesimo. La serie è stata pubblicata da Media Factory sotto l'etichetta MF Bunko J dal 24 dicembre 2010 al 25 marzo 2019 per un totale di 20 volumi a cui si aggiunge uno extra contenente delle storie secondarie.
| Nº | Titolo italiano (traduzione letterale) Giapponese 「Kanji」 - Rōmaji | Data di prima pubblicazione              | Data di prima pubblicazione |
| Nº | Titolo italiano (traduzione letterale) Giapponese 「Kanji」 - Rōmaji | Giapponese                               |                             |
| 1  | La danza delle lame dell'elementalista degli spiriti: La spada, l'accademia e la ragazza del gatto di fuoco 「精霊使いの剣舞 剣と学院と火猫少女」 - Seirei tsukai no Bureido Dansu ken to gakuin to hineko shōjo | 24 dicembre 2010 ISBN 978-4-8401-3675-4  |                             |
| 2  | La danza delle lame dell'elementalista degli spiriti 2: Lost Queen 「精霊使いの剣舞2 ロスト・クイーン」 - Seirei tsukai no Bureido Dansu 2 Rosuto Kuīn                                                           | 25 febbraio 2011 ISBN 978-4-8401-3824-6  |                             |
| 3  | La danza delle lame dell'elementalista degli spiriti 3: Il contratto del vento 「精霊使いの剣舞3 風の誓約」 - Seirei tsukai no Bureido Dansu 3 kaze no seiyaku                                                   | 25 maggio 2011 ISBN 978-4-8401-3930-4    |                             |
| 4  | La danza delle lame dell'elementalista degli spiriti 4: Il festival della Danza delle lame spirituali 「精霊使いの剣舞4 精霊剣舞祭」 - Seirei tsukai no Bureido Dansu 4 seireiken maimatsuri                     | 25 agosto 2011 ISBN 978-4-8401-4202-1    |                             |
| 5  | La danza delle lame dell'elementalista degli spiriti 5: La spada sacra del Re Ammazzademoni 「精霊使いの剣舞5 魔王殺しの聖剣」 - Seirei tsukai no Bureido Dansu 5 maō-goroshi no seiken                          | 25 novembre 2011 ISBN 978-4-8401-4299-1  |                             |
| 6  | La danza delle lame dell'elementalista degli spiriti 6: Lo spirito oscuro dei ricordi 「精霊使いの剣舞6 追憶の闇精霊」 - Seirei tsukai no Bureido Dansu 6 tsuioku no yami seirei                                 | 24 febbraio 2012 ISBN 978-4-8401-4386-8  |                             |
| 7  | La danza delle lame dell'elementalista degli spiriti 7: Il più forte Blade Dancer 「精霊使いの剣舞7 最強の剣舞姫」 - Seirei tsukai no Bureido Dansu 7 saikyō no kenbu hime                                       | 25 maggio 2012 ISBN 978-4-8401-4580-0    |                             |
| 8  | La danza delle lame dell'elementalista degli spiriti 8: La notte prima dello scontro decisivo 「精霊使いの剣舞8 決戦前夜」 - Seirei tsukai no Bureido Dansu 8 kessen zen'ya                                      | 24 agosto 2012 ISBN 978-4-8401-4684-5    |                             |
| 9  | La danza delle lame dell'elementalista degli spiriti 9: Cross Fire 「精霊使いの剣舞9 クロス・ファイア」 - Seirei tsukai no Bureido Dansu 9 Kurosu Faia                                                           | 22 novembre 2012 ISBN 978-4-8401-4874-0  |                             |
| 10 | La danza delle lame dell'elementalista degli spiriti 10: Il risveglio del Signore dei demoni 「精霊使いの剣舞10 魔王覚醒」 - Seirei tsukai no Bureido Dansu 10 maō kakusei                                       | 25 febbraio 2013 ISBN 978-4-8401-4983-9  |                             |
| 11 | La danza delle lame dell'elementalista degli spiriti 11: L'assassinio del Re Spirito 「精霊使いの剣舞11 精霊王暗殺」 - Seirei tsukai no Bureido Dansu 11 seirei-ō ansatsu                                        | 25 luglio 2013 ISBN 978-4-8401-5225-9    |                             |
| 12 | La danza delle lame dell'elementalista degli spiriti 12: Il rilascio della spada sigillata 「精霊使いの剣舞12 封剣解放」 - Seirei tsukai no Bureido Dansu 12 fū ken kaihō                                        | 25 novembre 2013 ISBN 978-4-04-066075-2  |                             |
| 13 | La danza delle lame dell'elementalista degli spiriti 13: La regina del fiore di ghiaccio 「精霊使いの剣舞13 氷華の女王」 - Seirei tsukai no Bureido Dansu 13 hihana no joō                                       | 25 aprile 2014 ISBN 978-4-04-066383-8    |                             |
| 14 | La danza delle lame dell'elementalista degli spiriti 14: Tumulti nella capitale reale 「精霊使いの剣舞14 帝都動乱」 - Seirei tsukai no Bureido Dansu 14 teito dōran                                              | 24 luglio 2015 ISBN 978-4-04-066915-1    |                             |
| 15 | La danza delle lame dell'elementalista degli spiriti 15: Il Re Drago di Drachnia 「精霊使いの剣舞15 ドラクニアの竜王」 - Seirei tsukai no Bureido Dansu 15 Dorakunia no ryūō                                     | 25 febbraio 2016 ISBN 978-4-04-068037-8  |                             |
| 16 | La danza delle lame dell'elementalista degli spiriti 16: Il ritorno trionfale del Signore dei demoni 「精霊使いの剣舞16 魔王凱旋」 - Seirei tsukai no Bureido Dansu 16 maō gaisen                                | 25 febbraio 2017 ISBN 978-4-04-068343-0  |                             |
| Ex | La danza delle lame dell'elementalista degli spiriti: Il festival della danza degli spiriti 「精霊使いの剣舞 精霊舞踏祭」 - Seirei tsukai no Bureido Dansu seirei butō-sai                                       | 25 ottobre 2017 ISBN 978-4-04-069345-3   |                             |
| 17 | La danza delle lame dell'elementalista degli spiriti 17: La regina della città dei demoni 「精霊使いの剣舞17 魔王都市の女王」 - Seirei tsukai no Bureido Dansu 17 maō toshi no joō                               | 24 febbraio 2018 ISBN 978-4-04-069740-6  |                             |
| 18 | La danza delle lame dell'elementalista degli spiriti 18: La riconquista della capitale reale 「精霊使いの剣舞18 帝都奪還」 - Seirei tsukai no Bureido Dansu 18 teito dakkan                                      | 25 maggio 2018 ISBN 978-4-04-069922-6    |                             |
| 19 | La danza delle lame dell'elementalista degli spiriti 19: L'annientamento della città divina 「精霊使いの剣舞19 聖都消滅」 - Seirei tsukai no Bureido Dansu 19 seito shōmetsu                                     | 25 settembre 2018 ISBN 978-4-04-065094-4 |                             |
| 20 | La danza delle lame dell'elementalista degli spiriti 20: La sacra spada demoniaca della risonanza 「精霊使いの剣舞20 共鳴の聖魔剣」 - Seirei tsukai no Bureido Dansu 20 kyōmei no hijiri maken                   | 25 marzo 2019 ISBN 978-4-04-065630-4     |                             |

### Manga
Un primo adattamento manga disegnato da Zenzai Yoshihira è stato serializzato dal 27 giugno 2011 sulla rivista Monthly Comic Alive edita da Media Factory, ma è stato in seguito interrotto il 27 gennaio 2012 per via dei problemi di salute dell'autore.
Un secondo adattamento manga disegnato da Hyōju Issei è stato serializzato dal 27 giugno 2012 al 27 gennaio 2017 sempre su Monthly Comic Alive. I capitoli sono stati raccolti in 6 volumi tankōbon pubblicati dal 23 febbraio 2013 al 23 marzo 2017. Nel maggio 2014 Digital Manga ha concesso in licenza il manga per la sua distribuzione in Nord America e ha pubblicato il primo volume il 28 gennaio 2015, mentre gli altri sono rimasti inediti.
| 1 | 23 febbraio 2013 | ISBN 978-4-04-066804-8 |
| 1 | Capitoli (traduzioni letterali dei titoli) - Capitoli 1-5 - Epilogo (あとがき?, Atogaki)                                                                                      |                        |
| 2 | 23 agosto 2013 | ISBN 978-4-04-066805-5 |
| 2 | Capitoli (traduzioni letterali dei titoli) - Capitoli 6-11 - Raccolta dei primi schizzi preparatori (初期設定資料集?, Shoki settei shiryōshū) - Epilogo (あとがき?, Atogaki)  |                        |
| 3 | 22 marzo 2014 | ISBN 978-4-04-066502-3 |
| 3 | Capitoli (traduzioni letterali dei titoli) - Capitoli 12-17 - Epilogo (あとがき?, Atogaki)                                                                                    |                        |
| 4 | 22 novembre 2014 | ISBN 978-4-04-066894-9 |
| 4 | Capitoli (traduzioni letterali dei titoli) - Capitoli 18-26 - Raccolta dei primi schizzi preparatori (初期設定資料集?, Shoki settei shiryōshū) - Epilogo (あとがき?, Atogaki) |                        |
| 5 | 23 febbraio 2016 | ISBN 978-4-04-068250-1 |
| 5 | Capitoli (traduzioni letterali dei titoli) - Capitoli 27-35 - Epilogo (あとがき?, Atogaki)                                                                                    |                        |
| 6 | 23 marzo 2017 | ISBN 978-4-04-069124-4 |
| 6 | Capitoli (traduzioni letterali dei titoli) - Capitoli 36-43 - Epilogo (あとがき?, Atogaki)                                                                                    |                        |

### Anime
Durante l'evento Summer School Festival di Media Factory tenutosi il 28 luglio 2013 è stato annunciato un adattamento anime delle light novel di MF Bunko J e Bladedance of Elementalers è stato uno dei cinque titoli proposti in tale occasione. L'anime è stato prodotto da TNK, diretto da Tetsuya Yanagisawa, sceneggiato da Takao Yoshioka, presenta il character design curato da Maki Fujii e la colonna sonora composta da Yasuyoshi Susuki. La serie è stata trasmessa in Giappone dal 14 luglio al 29 settembre 2014 su AT-X, Tokyo MX, MBS, TVA e BS11 per un totale di 12 episodi. La sigla d'apertura è Kyōmei no True Force (共鳴のTrue Force? lett. "La vera forza della risonanza") cantata da Hitomi Harada mentre quella di chiusura è Blade Dance (精霊剣舞祭（ブレイドダンス）?, Bureido Dansu) delle Knee-Socks (Ibuki Kido, Kana Yūki, Shizuka Ishigami, Saori Ōnishi e Ai Kakuma). L'anime adatta i primi tre volumi della light novel. Gli episodi sono stati raccolti in 6 volumi DVD e Blu-ray pubblicati dall'8 ottobre 2014 al 4 marzo 2015. In ogni volume era presente un breve episodio speciale. Inoltre nei primi tre volumi era compreso anche un TRPG, un fanbook che funge da gioco di ruolo da tavolo, dal titolo Sōdatta no ka! Seirei tsukai no Blade Dance (そうだったのか！ 精霊使いの剣舞?, Seirei tsukai no Bureido Dansu, lett. "È così! La danza delle lame dell'elementalista degli spiriti"), il quale è stato supervisionato da Yū Shimizu, autore originale della light novel, mentre il game design è stato curato da Bizen. Il TRPG si ispira a Dungeons & Dragons. I diritti per la distribuzione al di fuori dell'Asia sono stati acquistati da Crunchyroll che ha pubblicato la serie in simulcast sottotitolato in vari Paesi del mondo, tra cui l'Italia, mentre Sentai Filmworks ha concesso in licenza la serie in Nord America.

#### Episodi

##### Serie televisiva
| Nº | Titolo italiano Giapponese 「Kanji」 - Rōmaji                                                          | In onda           | In onda |
| Nº | Titolo italiano Giapponese 「Kanji」 - Rōmaji                                                          | Giapponese        |         |
| 1  | La spada, la scuola e la ragazza gatto di fuoco 「剣と学院と火猫少女」 - Ken to gakuin to hineko shōjo | 14 luglio 2014    |         |
| 2  | Blade Dance di mezzanotte 「真夜中の剣舞」 - Mayonaka no Bureido Dansu                                 | 21 luglio 2014    |         |
| 3  | La Spada Sacra che uccise il Signore dei demoni 「魔王殺しの聖剣」 - Maō-goroshi no seiken             | 28 luglio 2014    |         |
| 4  | La più forte Blade Dancer 「最強の剣舞姫」 - Saikyō no Bureido Dansā                                   | 4 agosto 2014     |         |
| 5  | La regina perduta 「口ストクイーン」 - Rosuto Kuīn                                                     | 11 agosto 2014    |         |
| 6  | Il successore del Signore dei demoni 「魔王の後継者」 - Maō no kōkeisha                                | 18 agosto 2014    |         |
| 7  | Battaglia alla città mineraria 「鉱山都市の戦い」 - Kōzan toshi no tatakai                             | 25 agosto 2014    |         |
| 8  | Team Scarlet 「チーム・スカーレット」 - Chīmu Sukāretto                                                | 1º settembre 2014 |         |
| 9  | Il contratto del vento 「風の誓約」 - Kaze no seiyaku                                                  | 8 settembre 2014  |         |
| 10 | Silfide 「風王騎士団」 - Shirufīdo                                                                     | 15 settembre 2014 |         |
| 11 | La notte di Valentia 「ヴァレンティアの夜」 - Varentia no yoru                                         | 22 settembre 2014 |         |
| 12 | Ren Ashbell 「レン・アッシュベル」 - Ren Asshuberu                                                     | 29 settembre 2014 |         |

##### OAV
| Nº    | Titolo italiano (traduzione letterale) Giapponese 「Kanji」 - Rōmaji                                          | Prima edizione  | Prima edizione |
| Nº    | Titolo italiano (traduzione letterale) Giapponese 「Kanji」 - Rōmaji                                          | Giapponese      |                |
| OAV 1 | Il festival del grande spirito nella capitale imperiale 「帝都の精霊大祭」 - Teito no seirei taisai           | 8 ottobre 2014  |                |
| OAV 2 | Le cure di Est 「エスト、看病する」 - Esuto, kanbyō suru                                                      | 5 novembre 2014 |                |
| OAV 3 | Il lavoro part-time segreto della principessa 「お姫様の内緒のアルバイト」 - Ohime-sama no naisho no arubaito | 3 dicembre 2014 |                |
| OAV 4 | Catturare il leggendario spirito prosperoso 「伝説の巨乳精霊を追え」 - Densetsu no kyonyū seirei o oe         | 7 gennaio 2015  |                |
| OAV 5 | La battaglia dello stufato oscuro 「戦慄の闇鍋バトル」 - Senritsu no yaminabe Batoru                          | 4 febbraio 2015 |                |
| OAV 6 | Elementalisti in vacanza 「精霊使いの休息」 - Seirei tsukai no kyūsoku                                        | 4 marzo 2015    |                |

#### Pubblicazioni
Gli episodi sono stati raccolti in 6 volumi Blu-ray/DVD, distribuiti in Giappone per il mercato home video tra l'8 ottobre 2014 e il 4 marzo 2015.
| Volume |               |                       |
| Volume | Episodi       | Data di pubblicazione |
| ------ | ------------- | --------------------- |
| 1      | 1-2 + OAV 1   | 8 ottobre 2014        |
| 2      | 3-4 + OAV 2   | 5 novembre 2014       |
| 3      | 5-6 + OAV 3   | 3 dicembre 2014       |
| 4      | 7-8 + OAV 4   | 7 gennaio 2015        |
| 5      | 9-10 + OAV 5  | 4 febbraio 2015       |
| 6      | 11-12 + OAV 6 | 4 marzo 2015          |

### Programma radiofonico
Un programma radiofonico intitolato Seirei tsukai no Blade Dance hōsō <BlaRadio> (精霊使いの剣舞放送＜ブレラジ＞精霊使いの剣舞放送＜ブレラジ＞?, Seirei tsukai no Bureido Dansu hōsō <BureRaji>, lett. "La danza delle lame dell'elementalista degli spiriti trasmissione "BlaRadio"") è stato trasmesso sulla web radio HiBiKi Radio Station dal 1º luglio al 14 ottobre 2014 per un totale di 16 episodi. La trasmissione è stata condotta da Ibuki Kido e Saori Ōnishi, doppiatrici rispettivamente dei personaggi Claire Rouge e Fianna Ray Ordesia. Gli episodi del programma sono stati successivamente raccolti in due album doppi pubblicati rispettivamente il 29 ottobre 2014 e l'11 febbraio 2015; in ognuno di essi il primo disco presenta delle nuove registrazioni preparate per l'occasione dalle doppiatrici dei due personaggi mentre il secondo gli episodi del programma, dall'1 all'8 nel primo CD e dal 9 al 16 nel secondo.

### Videogioco
Un videogioco d'azione free-to-play sviluppato e pubblicato da Blade Dance Game Partners e dal titolo Seirei tsukai no Blade Dance 〜DayDreamDuel〜 (精霊使いの剣舞〜DayDreamDuel〜?, Seirei tsukai no Bureido Dansu 〜DayDreamDuel〜) è stato reso disponibile in Giappone dal 6 ottobre al 30 dicembre 2014 per i sistemi iOS e Android. I preordini sono stati aperti il 13 agosto 2014 e dopo 5 giorni erano già registrati più di 10 000 utenti mentre l'8 settembre avevano superato i 20 000. A 5 giorni dall'apertura, il gioco aveva superato i 100 000 giocatori. La sigla è Daydream Duel cantata da Hitomi Harada, che doppia anche il personaggio di Airi. Il gioco presenta una storia originale; Kamito si trova intrappolato in un ciclo infinito nella sua vita quotidiana, ma grazie alla guida di una ragazza di nome Lulu, Kamito se ne accorge e insieme ad Airi Shiryu (doppiata da Hitomi Harada), una domatrice di spiriti, inizia a cercare degli indizi per spezzare il ripetersi degli eventi. Il gameplay consiste nel controllare uno dei personaggi a propria scelta tramite il touch screen e impartirgli dei semplici comandi quali schivare e attaccare per tentare di sconfiggere il proprio avversario in scenari 3D; inoltre è possibile formare una squadra di personaggi e affrontare dei boss giganteschi. Si possono talvolta eseguire delle combo attaccando il nemico al momento giusto e attivare delle mosse speciali accumulando degli appositi indicatori. Sono disponibili anche opzioni per la personalizzazione dei personaggi equipaggiando degli accessori.

### Drama-CD
Un drama-CD, Seirei tsukai no Blade Dance ~Elemental Dreamer~ (精霊使いの剣舞〜エレメンタル・ドリーマー〜?, Seirei tsukai no Bureido Dansu 〜Erementaru Dorīmā〜), è stato pubblicato il 28 novembre 2018 edito da Frontier Works. La sceneggiatura è stata scritta da Yū Shimizu, l'autore originale, e presenta un episodio ambientato tre anni dopo la fine della storia originale. Il cast di doppiatori è lo stesso impiegato nell'anime. Come bonus della prima edizione è stata inclusa una versione completamente revisionata da Yū Shimizu di Jinrō Game 〜Seirei tsukai no Blade Dance ver (人狼ゲーム 〜精霊使い剣舞ver?, Jinrō Gēmu 〜Seirei tsukai Bureido Dansu ver). Il 24 giugno 2022 è stato anche distribuito sulla piattaforma online mimicle.

## Accoglienza

### Vendite e popolarità
La serie di light novel è stata la ventiduesima più venduta in Giappone nel 2013, con 189 537 copie stimate vendute. Secondo Oricon, il tredicesimo volume ha venduto 27 340 copie stimate durante la sua prima settimana di uscita rivelandosi la sesta più venduta tra il 21 e il 27 aprile 2014. A luglio 2014, i primi tredici volumi hanno superato il milione di copie vendute mentre a settembre dello stesso anno hanno superato il milione e mezzo. Il quattordicesimo volume ha venduto 23 999 copie stimate nella sua settimana di debutto tra il 20 e il 26 luglio 2015 rivelandosi la quinta serie più venduta. Il quindicesimo volume ha raggiunto le 20 871 copie stimate tra il 22 e il 28 febbraio 2016 classificandosi al terzo posto. A settembre 2018, la serie ha raggiunto i due milioni di copie vendute.
Secondo Oricon, il primo volume Blu-ray dell'anime ha venduto 1 428 copie stimate durante la sua prima settimana di uscita rivelandosi la settima più venduta tra il 6 e il 12 ottobre 2014. Il secondo volume ha venduto 1 276 copie stimate nella sua settimana di debutto tra il 3 e l'11 novembre 2014 rivelandosi la decima serie più venduta. Il terzo volume ha raggiunto le 1 207 copie stimate tra il 1º e il 7 dicembre 2014 classificandosi all'ottavo posto, il quarto volume è arrivato al quinto posto nella settimana dal 5 all'11 gennaio 2015 con 1 217 copie mentre il sesto è giunto al nono posto dal 2 all'8 marzo 2015 con 1 161 copie.

### Critica
L'adattamento anime ha goduto di un buon riscontro in Giappone. Paul Jensen di Anime News Network ha affermato che l'anime soddisfa tutte le aspettative per una serie d'azione con elementi magici ma non riesce mai a distinguersi dalla massa. Secondo Jensen, i personaggi stipulano dei contratti seguendo uno schema simile a quello di Fate/stay night e i membri del cast femminile che accompagnano il protagonista Kamito durante la storia non sarebbero state fuori luogo in serie come Shakugan no Shana o Zero no tsukaima visto il mix tra duelli magici e le scene comiche appartenenti al genere harem. Bladedance of Elementalers presenta alcuni difetti come le regole del sistema dei contratti con gli spiriti che sono un po' confuse e sembrano cambiare ogni volta che la trama lo richiede e le scene di fanservice sembrano forzate e imbarazzanti. Nonostante la presenza di diversi problemi, non del tutto intollerabili, vi sono diversi pregi come la spada Est che ha la divertente capacità di terrorizzare i famigli degli altri studenti fino a sottometterli semplicemente fissandoli, alcuni sfondi sono ben realizzati e le ampie inquadrature svolgono un ottimo lavoro nel creare un'atmosfera soprannaturale per la serie. A detta del recensore, Bladedance of Elementalers ha il potenziale per essere più avvincente man mano che la trama passa dalla presentazione dei personaggi all'affronto dei principali antagonisti. Recensendo l'ultimo episodio, Jensen ha affermato che la serie è riuscita a fornire un finale soddisfacente, nonostante molti punti in sospeso irrisolti, finendo per risollevarsi verso la fine. Tuttavia un paio di episodi decenti non erano sufficienti per compensare il resto della serie, finendo per consigliarlo esclusivamente ai fan sfegatati del genere azione fantasy.
Stig Høgset di THEM Anime Reviews ha criticato aspramente la serie, trovando che si sia dato troppo spazio alla commedia harem piuttosto che alla storia vera e propria, tralasciando qualsiasi tipo di sviluppo della trama e dell'introspezione dei personaggi. Kamito è stato ritenuto un protagonista sarcastico e logico e non un perdente indeciso, mentre Claire e Ellis erano modellate su Louise di Zero no tsukaima. L'animazione è stata ritenuta non particolarmente ben realizzata, anche se vi erano alcune eccezioni come la battaglia di Ren Ashbell all'inizio della serie. Gli ultimi due episodi finiscono per attenuare i difetti anche se troppo tardi e offrendo troppo poco, finendo per fallire sotto tutti gli aspetti, rivelandosi per nulla divertente o emozionante e non risolve nulla della storia dei personaggi. Mitch Jay di Rice Digital lo ha ritenuto pieno di fanservice, sebbene abbia una storia da raccontare, e i personaggi non sono simpatici e si mostrano scortesi fra loro. Ha lodato il doppiaggio giapponese e ha trovato la colonna sonora decente, ma in conclusione si rivelava uno dei peggiori anime che abbia mai visto.